# Манделије ла Напул
Манделије ла Напул (фр. Mandelieu-la-Napoule) град је у Француској у региону Прованса-Алпи-Азурна обала, у департману Приморски Алпи.
По подацима из 2010. године број становника у месту је био 22.203.

## Демографија
| 2011.  |
| ------ |
| 22.004 |

## Партнерски градови
- Отобрун